# Xylopia benthamii
Xylopia benthamii este o specie de plante angiosperme din genul Xylopia, familia Annonaceae, descrisă de Robert Elias Fries. Conține o singură subspecie: X. b. dolichopetala.